# A harangok Rómába mentek
A harangok Rómába mentek 1958-ban bemutatott fekete-fehér magyar filmdráma, melyet Jancsó Miklós rendezett..

## Történet
A második világháború vége felé Tibor, egy kisvárosi gimnázium tanára árkot ásni viszi az osztályát, hogy ne kelljen a fiúknak a frontra menniük. Amikor aztán mégis a háborúba akarják vezényelni őket, ellenállnak: a német oldalon nem akarnak harcolni.

## Szereplők
- Gábor Miklós (Tibor)
- Deák B. Ferenc (Péter)
- Mendelényi Vilmos (Jóska)
- Pécsi Sándor (Angel bácsi)
- Magda Gabi (Jana)
- Ladányi Ferenc (Bánfalvi százados)
- Fonyó József (Center)
- Holl István (Tüske)
- Pásztor János (munkaszolgálatos)
- Farkas Antal (Gregorics zászlós)
- Szemes Mari (cselédlány)
- Zách János (Gyulaváry)
- Ragályi Elemér (Cigány)
- Madaras József (Jóska)
- Gera Zoltán (karszalagos)
- Ambrus András
- Bácsalmási Péter
- Bajka Pál
- Báró Anna
- Brachfeld Siegfried
- Deésy Alfréd
- Egresi István
- Gonda György
- Kocsis Károly
- Körmendi János
- Magyari Tibor
- Paláncz Ferenc
- Polgár Géza
- Sárospataky István
- Siménfalvy Sándor
- Szabó Jenő
- Szénási Ernő
- Vándor József

továbbá: Benkhardt Dénes, Császár Jenő, Csiszár Nándor, Csernák Géza, Guba József, Gujdár József, Gyarmathy Attila, Hilier Miklós, Lázi András, Nádor Ottó, Öreg György, Sárdi István, Sóti Zsolt, Urbán Imre, Varga Lajos, Vargay Zoltán.